# Albertirsa
Albertirsa ist eine ungarische Stadt im Kreis Cegléd im Komitat Pest.

## Geografische Lage
Albertirsa liegt 51 Kilometer südöstlich des Zentrums der Hauptstadt Budapest und 16 Kilometer nordwestlich der Kreisstadt Cegléd an dem Fluss Gerje. Nachbargemeinden sind Ceglédbercel, Pilis und Dánszentmiklós.

## Geschichte
Albertirsa entstand 1950 durch Zusammenschluss der vormals eigenständigen Orte Alberti und Irsa.

## Sehenswürdigkeiten
- Baptistische Kirche
- Evangelische Kirche, erbaut 1774–1778 im barocken Stil
- Reformierte Kirche, erbaut 1939–1940 nach Plänen von Ferenc Csapó
- Römisch-katholische Kirche Urunk színeváltozása, erbaut 1744–1746, erweitert 1856

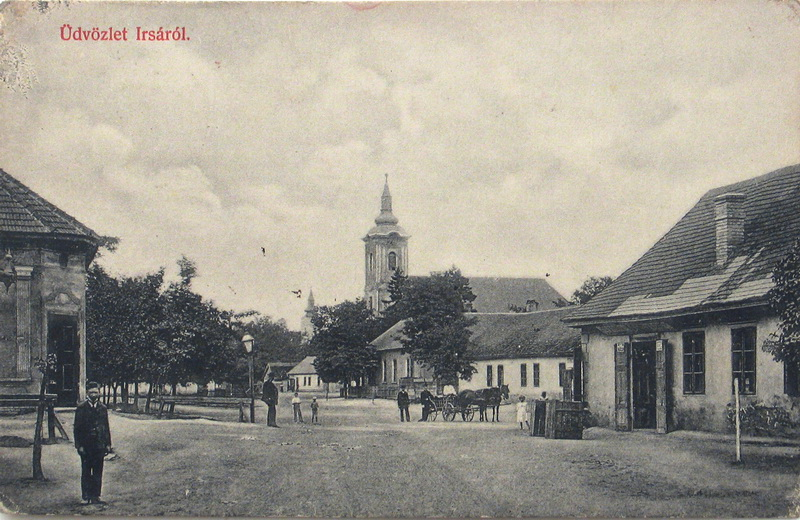
Blick auf die röm.-kath. Kirche Urunk színeváltozása (1910)
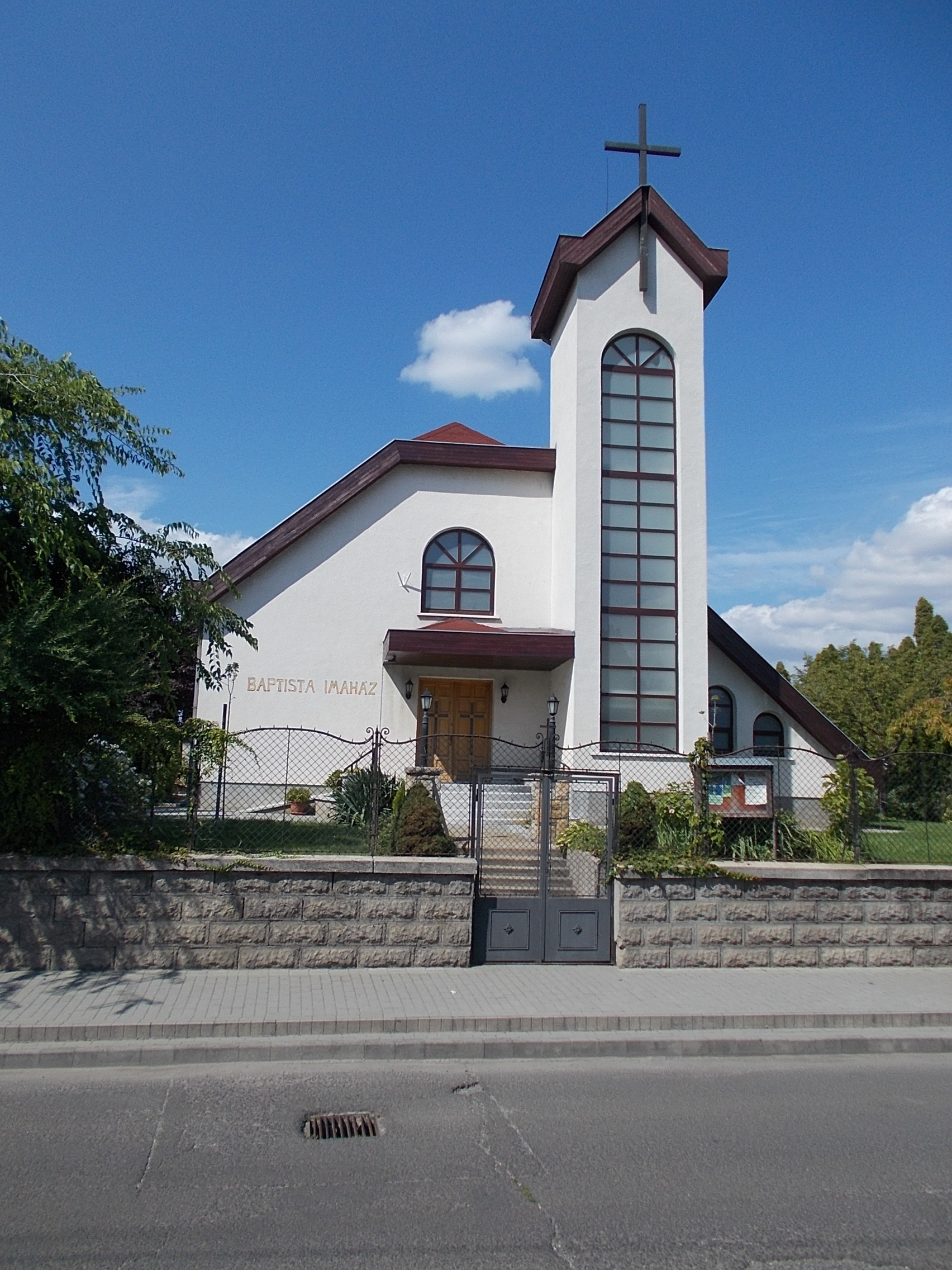
Baptistische Kirche
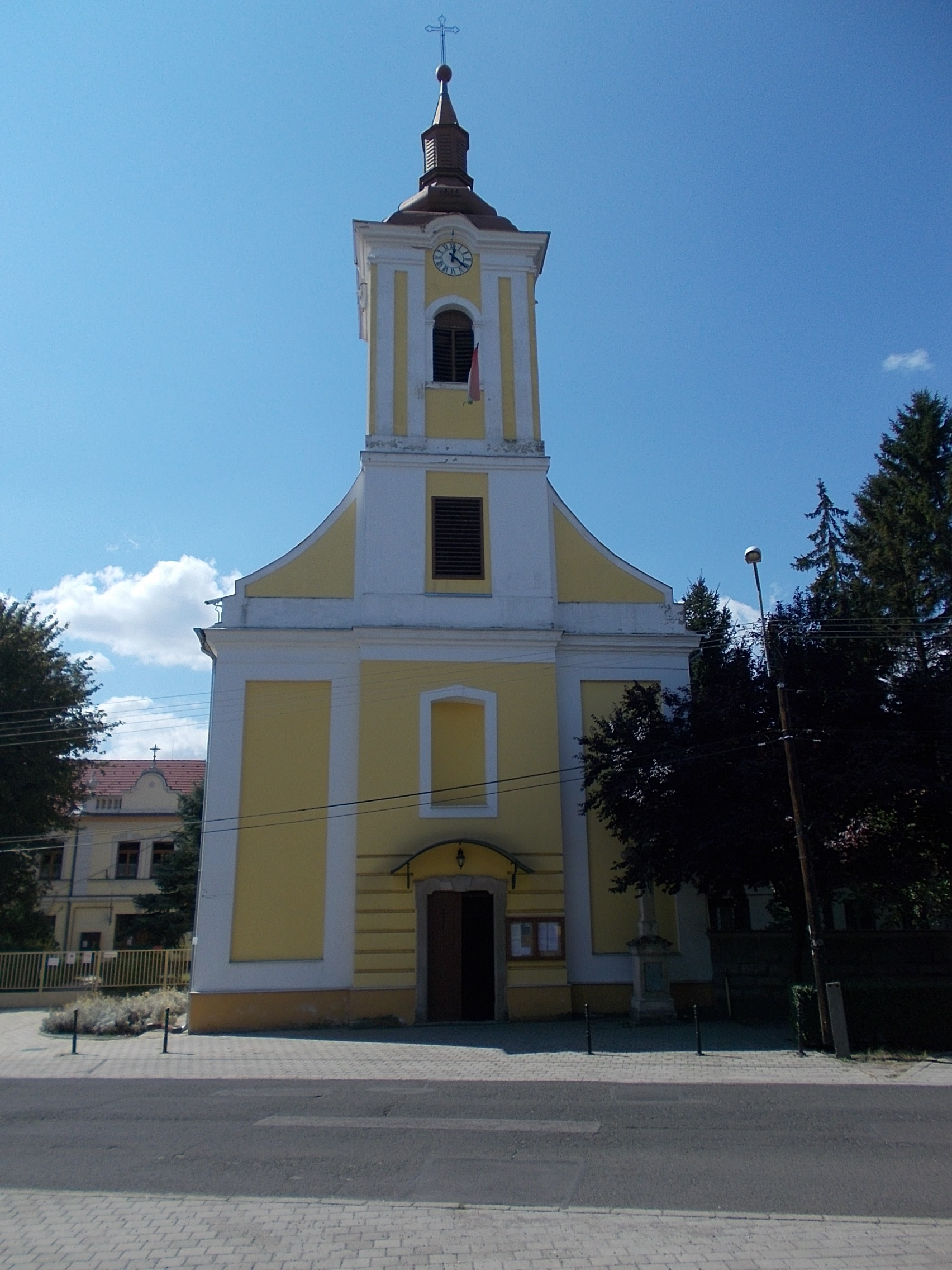
Kirche Urunk színeváltozása
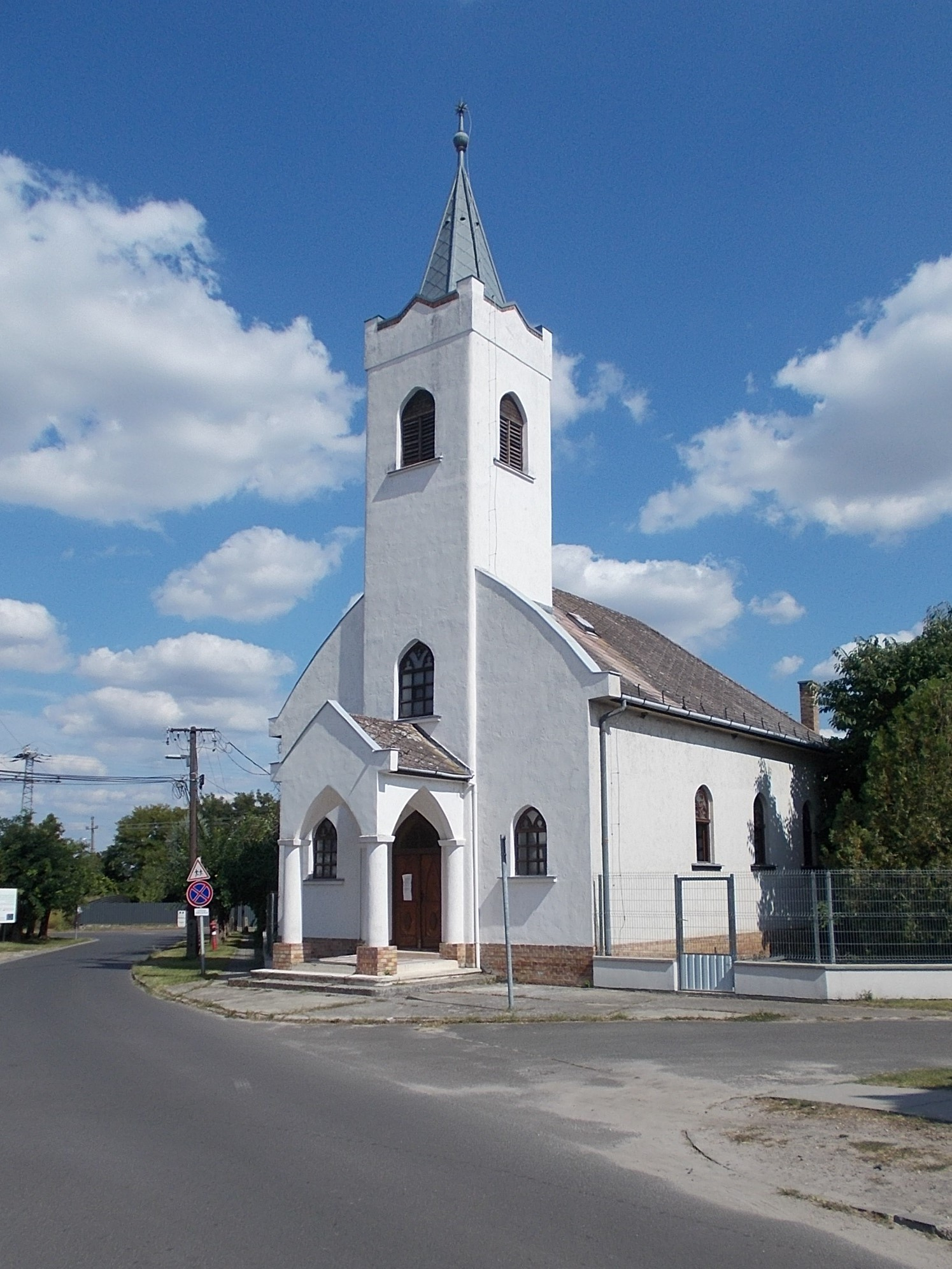
Reformierte Kirche

## Infrastruktur
Einziges Umspannwerk für 750 kV in Ungarn, siehe 750-kV-Leitung Albertirsa–Sachidnoukrainskaja–Winnyzja.

## Städtepartnerschaften
- Bourg-Saint-Andéol, Frankreich
- Gaggiano, Italien
- Malacky, Slowakei
- Șimleu Silvaniei, Rumänien
- Żnin, Polen

## Söhne und Töchter der Stadt
- Rosa Csillag (1832–1892), österreich-ungarische Opernsängerin
- Adam Politzer (1835–1920), österreich-ungarischer Mediziner

## Verkehr
Durch Albertirsa verläuft die Hauptstraße Nr. 40, auf die im Ort die Landstraßen Nr. 3115 und Nr. 4607 treffen. Die Stadt ist angebunden an die Eisenbahnstrecke von Budapest Westbahnhof nach Cegléd.